# 앙제 SCO
앙제 SCO(Angers Sporting Club de l'Ouest, Angers SCO)는 1919년에 창단된 프랑스 앙제의 축구 클럽이다. 2022-2023 시즌에 리그 1에서 최하위 20위를 차지하여 리그 2로 강등되었다. 현재는 리그 1에 참가하고 있다.

## 성적
- 리그 1: 우승 2회 (1969, 1976)
- 쿠프 드 프랑스: 준우승 2회 (1957, 2017)
- 쿠프 드 라 리그: 준우승 1회 (1992)

## 선수 명단

### 현역
참고: FIFA 자격 규정에 따라 소속된 국가대표팀 국기를 표시합니다. 선수는 복수의 FIFA 비회원국 국적을 가지고 있을 수 있습니다.
| 번호 | 포지션 | 국적   | 이름            |
| ---- | ------ | ------ | --------------- |
| 7    | FW     | 세네갈 | 이브라히마 니안 |
| 8    | MF     | 세네갈 | 조제프 로피     |
| 10   | MF     | 알제리 | 히마드 압델리   |
| 14   | MF     | 모로코 | 야신 벨크딤     |

| 번호 | 포지션 | 국적         | 이름             |
| ---- | ------ | ------------ | ---------------- |
| 22   | DF     | 베냉         | 세드릭 아운톤지  |
| 28   | FW     | 알제리       | 파리드 엘 멜라리 |
| 30   | GK     | 코트디부아르 | 야히아 포파나    |